# Chlopsidae
A Chlopsidae a csontos halak (Osteichthyes) főosztályának sugarasúszójú halak (Actinopterygii) osztályába, azon belül az angolnaalakúak (Anguilliformes) rendjébe tartozó család.
9 nem és 24 faj tartozik a családhoz.

## Rendszerezés
A családba az alábbi nemek és fajok tartoznak.
- Boehlkenchelys (Tighe, 1992) – 1 faj
  - Boehlkenchelys longidentata
- Catesbya (Böhlke & Smith, 1968) – 1 faj
  - Catesbya pseudomuraena

- Chilorhinus (Lütken, 1852) – 2 faj
  - Chilorhinus platyrhynchus
  - Chilorhinus suensonii

- Chlopsis (Rafinesque, 1810) – 9 faj
  - Chlopsis apterus
  - Chlopsis bicollaris
  - Chlopsis bicolor
  - Chlopsis bidentatus
  - Chlopsis dentatus
  - Chlopsis kazuko
  - Chlopsis longidens
  - Chlopsis olokun
  - Chlopsis slusserorum

- Kaupichthys (Schultz, 1943) – 6 faj
  - Kaupichthys atronasus
  - Kaupichthys brachychirus
  - Kaupichthys diodontus
  - Kaupichthys hyoproroides
  - Kaupichthys japonicus
  - Kaupichthys nuchalis

- Powellichthys (Smith, 1966) – 1 faj
  - Powellichthys ventriosus

- Robinsia (Böhlke & Smith, 1967) – 1 faj
  - Robinsia catherinae

- Thalassenchelys (Castle & Raju, 1975) – 2 faj
  - Thalassenchelys coheni
  - Thalassenchelys foliaceus

- Xenoconger (Regan, 1912) – 1 faj  
  - Xenoconger fryeri